# Toni et Vagabond
Albums de Henri Dès
La Glace au citron
(1988) Les Trésors de notre enfance, vol. 2
(1990)
Toni et Vagabond est un album de comédie musicale pour enfants d'Henri Dès sorti en 1989. 
Il s'agit d'un conte musical, sorte de fable écologique, narrant les aventures d'un petit garçon, François, de son chien Vagabond et d'un ourson égaré.
Le disque est adapté en spectacle en 1995, sous le titre de L'Évasion de Toni, et en livre pour enfants en 2000, écrit par Pierre Grosz et Annette Domont et illustré par Haydé.

## Liste des chansons
1. Comment va la vie pour vous
2. Je fais ce qui me plaît
3. Petit ours endormi
4. Chanson de Coline
5. Là-haut oh là là
6. Partons, partons
7. Dans la montagne
8. Laissez-moi faire, je connais mon affaire
9. Tu fais ce qui te plaît
10. Mon petit ourson
11. Marmotte
12. La vie sauvage
13. Quand on quitte un ami